# I Dreamed a Dream (álbum)
I Dreamed a Dream é o álbum de estréia da cantora escocesa Susan Boyle, lançado no Reino Unido em 23 de novembro de 2009 pela Sony, na América do Norte em 24 de novembro pela Columbia e na América do Sul em 1 de dezembro pela Sony International. Este álbum foi o mais vendido no Mundo em 2009, segundo dados da IFPI, com um volume de mais de 8,3 milhões de cópias comercializadas.
O álbum entrou nas paradas britânicas em primeiro lugar, e prosseguiu na liderança durante quatro semanas; A Indústria Fonográfica Britânica apontou que o álbum vendeu mais 411,280 cópias em uma semana, tornando-se o álbum mais vendido na semana de estréia na Inglaterra, tendo vendido mais do que os cinco álbuns anteriores combinados. I Dreamed a Dream também estreou em primeiro lugar nas paradas norte-americanas, e em uma semana vendeu mais de 701.000 cópias. Ao fim do ano, I Dreamed a Dream era o segundo álbum mais comprado nos Estados Unidos com 3,1 milhões de cópias vendidas, atrás apenas de Fearless, de Taylor Swift, que vendeu 3,2 milhões de cópias, no entanto, Fearless está à venda desde 2008, enquanto que I Dreamed a Dream foi lançado apenas em novembro de 2009.
Em 2010, durante sua primeira semana, I Dreamed a Dream vendeu mais de 329.000 cópias[carece de fontes?], tornando-se o álbum mais comprado da primeira semana, superando The Fame Monster, de Lady Gaga, que vendeu 252.000 cópias[carece de fontes?]. Suas Vendas Já ultrapassam mais de 10 Milhões de Cópias, sendo o Álbum mais vendido de 2009.

## Concepção
Em janeiro de 2009, Susan Boyle realizou uma audição para o programa de caça-talentos britânico Britain's Got Talent em Glasgou, na Escócia. Antes de cantar na audição, tanto os jurados quanto o público demonstraram desconfiança por sua aparência desleixada e comportamento inseguro. Em resposta, após a surpreendente apresentação ela foi ovacionada pelo auditório e pelos juízes, que aplaudiram de pé. O contraste de sua performance com a primeira impressão dada geraram repercussão global. Artigos sobre ela apareceram em jornais de todo o mundo, enquanto vídeos hospedados na internet com sua apresentação bateram recordes.
Aprovada para a semifinal, Susan cantou Memory, do musical Cats da Broadway e foi vencedora pelo voto popular, essa apresentação aconteceu em 24 de junho. Desta vez estava com a aparência mais cuidada, com roupas melhores e maquiagem. Chegando à final do programa repetiu a música que a consagrou, I Dreamed a Dream, e ficou em segundo lugar na disputa, perdendo para um grupo de dança de rua chamado Diversity. Houve um erro na indicação do número de telefone que lhe daria votos em alguns vídeos postados no Youtube, o que poderia ter transferido votos para seus concorrentes, gerando a dúvida de que o incidente poderia ter causado sua derrota.
A final, ocorrida em 30 de maio, teve audiência recorde de quase 18 milhões de espectadores.
Após perder o programa, Susan se mostrou agressiva com a equipe técnica, chegando a atirar um copo d'água em um dos produtores. Ao chegar ao seu hotel, em Londres, o gerente chamou uma ambulância e os médicos encaminharam Susan para o The Priory, uma clínica psiquiátrica local.
Susan ficou internada quatro dias, período na qual recebeu a visita dos jurados do programa e várias cartas de fãs; o primeiro-ministro britânico Gordon Brown chegou a declarar publicamente que estava torcendo para ela se recuperar. Durante a estadia de Susan na clínica, a produção do programa organizou uma turnê com os finalistas do programa; Susan recebeu alta a tempo de participar da turnê que começou pela Arena de Birmingham, na Inglaterra, em 12 de junho de 2008. A cantora participou da maioria dos shows, mas desfalcou as datas de Manchester, Liverpool, Newcastle e Cardiff por orientação médica.
O último show ocorreu em Tokio, Japão, em 1 de abril em comemoração ao aniversário de Susan.

## Produção
Susan começou a produção do CD logo após o fim da turnê com os finalistas do programa. A cantora assinou um contrato com a gravadora Sony Music através do empresário britânico Simon Cowell. Susan gravou seus vocais nos Estúdios Air, em Londres, o mesmo estúdio usado para as gravações da orquestra e dos corais; os sons instrumentais foram gravados nos Estúdios Sphere e a edição e mixagem ocorreram no Rokstone, ambos estúdios de Londres.

## Faixas
| #   | Título                 | Artista/Compositor  | Notas                                          |
| --- | ---------------------- | ------------------- | ---------------------------------------------- |
| 1.  | "Wild Horses"          | Rolling Stones      | Primeiro single                                |
| 2.  | "I Dreamed a Dream"    | Andrew Lloyd Webber | Cantada por Susan no Britains Got Talent       |
| 3.  | "Cry Me A River"       | Ella Fitzgerald     | Lançada por Susan em 1999 em um CD de caridade |
| 4.  | "How Great Thou Art"   | Christian Hymn      |                                                |
| 5.  | "You'll See"           | Madonna             | Primeira música gravada                        |
| 6.  | "Daydream Believer"    | The Monkees         |                                                |
| 7.  | "Up To The Mountain"   | Patty Griffin       |                                                |
| 8.  | "Amazing Grace"        | Christian Hymn      |                                                |
| 9.  | Who I Was Born To Be   | Susan Boyle         | Gravação original                              |
| 10. | "Proud"                | Heather Small       | Gravação original                              |
| 11. | "The End of The World" | Skeeter Davis       |                                                |
| 12. | "Silent Night"         | Christian Hymn      |                                                |

## Desempenho nas paradas e certificações
| País            | Parada (2009-2011)                        | Melhor posição | Certificação | Provedor         | Vendas     |
| --------------- | ----------------------------------------- | -------------- | ------------ | ---------------- | ---------- |
| África do Sul   | South African Albums Chart                | 1              | Ouro         | RISA             | 20,000+    |
| Alemanha        | Media Control Charts                      | 3              |              |                  |            |
| Argentina       | Top 100 Argentina                         | 20             | Ouro         | CAPIF            | 20,000+    |
| Austrália       | ARIA Charts                               | 1              | 10× Platina  | ARIA             | 700,000+   |
| Áustria         | Top 40 Albums                             | 7              | Ouro         | IFPI Áustria     | 10,000+    |
| Bélgica         | Flanders UltraTop 50 Wallonia UltraTop 40 | 1 5            | Platina      | BEA              | 30,000+    |
| Brasil          | ABPD Top 100 Albums Chart                 | 4              | Ouro         | ABPD             | 40,000+    |
| Canadá          | Canadian Albums Chart                     | 1              | 5× Platina   | Music Canada     | 400,000+   |
| Dinamarca       | Tracklisten                               | 2              | Ouro         | IFPI Dinamarca   | 15,000+    |
| Emirados Árabes | Middle East Top 100                       | 1              | Platina      | IFPI Middle East | 6,000+     |
| Eslovênia       | Top 40 Albums                             | 1              |              |                  |            |
| Espanha         | Spanish Albums Chart                      | 10             | Ouro         | PROMUSICAE       | 30,000+    |
| Estados Unidos  | Billboard Top 200                         | 1              | 4× Platina   | RIAA             | 4,000,000+ |
| Europa          | European Top 100 Albums                   | 1              | 3× Platina   | IFPI             | 3,000,000+ |
| Estónia         | Estonian Albums Chart                     | 3              |              |                  |            |
| Finlândia       | Finnish Albums Chart                      | 10             |              |                  |            |
| França          | French Albums Chart                       | 8              | Platina      | SNEP             | 100,000+   |
| Grécia          | Greek Albums Chart                        | 1              | Platina      | SNEP             | 3,000+     |
| Hungria         | Hungarian Albums Chart                    | 4              | Ouro         | Mahasz           | 3,000+     |
| Irlanda         | Irish Albums Chart                        | 1              | 8× Platina   | IRMA             | 120,000+   |
| Itália          | Italian Albums Chart                      | 21             | Ouro         | FIMI             | 30,000+    |
| Japão           | Japanese Albums Chart                     | 3              | Platina      | RIAJ             | 250,000+   |
| México          | Mexican Albums Chart                      | 5              | Ouro         | AMPROFON         | 50,000+    |
| Noruega         | VG-lista                                  | 5              |              |                  |            |
| Nova Zelândia   | New Zealand Albums Chart                  | 1              | 11× Platina  | RIANZ            | 165,000+   |
| Países Baixos   | MegaCharts                                | 1              |              |                  |            |
| Polónia         | Polish Albums Chart                       | 23             | Ouro         | ZPAV             | 10,000+    |
| Portugal        | Top 50 Nacional                           | 16             |              |                  |            |
| Reino Unido     | UK Albums Chart                           | 1              | 7× Platina   | BPI              | 2,100,000+ |
| Chéquia         | Czech Albums Chart                        | 11             |              |                  |            |
| Suécia          | Sverigetopplistan                         | 2              | Ouro         | Suécia           | 30,000+    |
| Suíça           | Swiss Top 100 Albums                      | 1              | Ouro         | IFPI Suíça       | 20,000+    |

## Turnê Promocional
Após o lançamento do álbum, está confirmado que Susan irá realizar uma turnê pelos Estados Unidos que deve começar por Las Vegas. Além disso, datas em outros países como Canadá, Brasil e Argentina já estão sendo discutidas. Os agentes de Susan pretendiam levá-la ao Brasil em 2009, mas Susan achou melhor adiar para 2010, assim ela já teria suas próprias músicas; as cidades brasileiras visitadas seriam provavelmente São Paulo e Rio de Janeiro.
Mas o show em Buenos Aires provavelmente ocorreria ainda em dezembro.

## Shows
1. Estados Unidos - Começando por Las Vegas
2. Canadá
3. Brasil
4. Argentina